# El camino del exceso
El Camino del Exceso es el nombre que se da a la gira de Héroes del Silencio para promocionar su disco El espíritu del vino. La gira promocional de este disco empieza en Portugal y lleva el nombre de "El camino del exceso".
En 1994 continúa la gira del Camino del Exceso. Curiosamente habían tocado en España, Europa y América. Fue una gira muy larga y que traería problemas, después de tanto tiempo de convivencia se acentuaron los problemas entre ellos, pero la cosa se calmó, eso si, después de la gira se toman un descanso. Este descanso iba a ser de un par de años pero en 1995 reciben una llamada de Bob Ezrin, un productor de renombre que hace cambiar de opinión a los Héroes, estaban agotados pero era una oportunidad única.

## Primera Etapa: Europa
| Fecha                    | País       | Ciudad                     |
| 21 de mayo de 1993       | Alemania   | Bamberg                    |
| 22 de mayo de 1993       | Alemania   | Konstanz                   |
| 28 de mayo de 1993       | Suiza      | Zúrich                     |
| 29 de mayo de 1993       | Austria    | Viena                      |
| 30 de mayo de 1993       | Alemania   | Nürburgring                |
| 1 de junio de 1993       | Alemania   | Colonia                    |
| 2 de junio de 1993       | Alemania   | Berlín                     |
| 3 de junio de 1993       | Alemania   | Berlín                     |
| 4 de junio de 1993       | Alemania   | Hamburgo                   |
| 5 de junio de 1993       | Alemania   | Ochtrup                    |
| 9 de junio de 1993       | España     | Granada                    |
| 11 de junio de 1993      | Alemania   | Eschwege                   |
| 13 de junio de 1993      | España     | Coslada                    |
| 16 de junio de 1993      | España     | Madrid                     |
| 17 de junio de 1993      | Alemania   | Durmersheim                |
| 23 de junio de 1993      | España     | León                       |
| 27 de junio de 1993      | España     | Parla                      |
| 1 de julio de 1993       | Alemania   | Hamburgo                   |
| 2 de julio de 1993       | España     | Puerto Real                |
| 3 de julio de 1993       | España     | Algeciras                  |
| 4 de julio de 1993       | Alemania   | Múnich                     |
| 5 de julio de 1993       | Alemania   | Múnich                     |
| 7 de julio de 1993       | España     | Valencia                   |
| 10 de julio de 1993      | Suiza      | Zúrich                     |
| 13 de julio de 1993      | España     | Melilla                    |
| 15 de julio de 1993      | España     | Fuengirola                 |
| 16 de julio de 1993      | España     | Dos Hermanas               |
| 17 de julio de 1993      | España     | Punta Umbría               |
| 21 de julio de 1993      | España     | Palma de Mallorca          |
| 23 de julio de 1993      | España     | Alcira                     |
| 24 de julio de 1993      | España     | Los Alcázares              |
| 25 de julio de 1993      | España     | Málaga                     |
| 29 de julio de 1993      | España     | Solares                    |
| 31 de julio de 1993      | España     | Ferrol                     |
| 6 de agosto de 1993      | España     | La Pineda                  |
| 7 de agosto de 1993      | España     | El Bruc                    |
| 11 de agosto de 1993     | España     | Elche                      |
| 15 de agosto de 1993     | España     | Quintanar de la Orden      |
| 21 de agosto de 1993     | España     | Benicasim                  |
| 22 de agosto de 1993     | España     | Benidorm                   |
| 27 de agosto de 1993     | España     | San Sebastián de los Reyes |
| 28 de agosto de 1993     | España     | Daimiel                    |
| 4 de septiembre de 1993  | España     | Navalmoral de la Mata      |
| 6 de septiembre de 1993  | España     | Alcorcón                   |
| 10 de septiembre de 1993 | España     | Santaella                  |
| 11 de septiembre de 1993 | España     | Villacarrillo              |
| 15 de septiembre de 1993 | Inglaterra | Londres                    |
| 16 de septiembre de 1993 | Italia     | Roma                       |
| 17 de septiembre de 1993 | Italia     | Cesena                     |
| 18 de septiembre de 1993 | Italia     | Florencia                  |
| 20 de septiembre de 1993 | Italia     | Milán                      |
| 23 de septiembre de 1993 | España     | Barcelona                  |
| 26 de septiembre de 1993 | España     | Murcia                     |
| 27 de septiembre de 1993 | Portugal   | Lisboa                     |
| 28 de septiembre de 1993 | Portugal   | Oporto                     |
| 29 de septiembre de 1993 | Portugal   | Cascais                    |
| 2 de octubre de 1993     | Alemania   | Coblenza                   |
| 15 de octubre de 1993    | Alemania   | Aquisgrán                  |
| 16 de octubre de 1993    | Alemania   | Tréveris                   |
| 17 de octubre de 1993    | Alemania   | Siegen                     |
| 19 de octubre de 1993    | Alemania   | Dortmund                   |
| 20 de octubre de 1993    | Alemania   | Saarbrücken                |
| 22 de octubre de 1993    | Alemania   | Colonia                    |
| 23 de octubre de 1993    | Alemania   | Colonia                    |
| 24 de octubre de 1993    | Alemania   | Bremen                     |
| 26 de octubre de 1993    | Alemania   | Hannover                   |
| 27 de octubre de 1993    | Alemania   | Hamburgo                   |
| 28 de octubre de 1993    | Alemania   | Hamburgo                   |
| 30 de octubre de 1993    | Dinamarca  | Copenhague                 |
| 31 de octubre de 1993    | Suecia     | Estocolmo                  |
| 2 de noviembre de 1993   | Alemania   | Berlín                     |
| 3 de noviembre de 1993   | Alemania   | Berlín                     |
| 4 de noviembre de 1993   | Bélgica    | Bruselas                   |
| 5 de noviembre de 1993   | Francia    | París                      |
| 22 de noviembre de 1993  | Alemania   | Friburgo                   |
| 23 de noviembre de 1993  | Alemania   | Stuttgart                  |
| 24 de noviembre de 1993  | Austria    | Salzburgo                  |
| 25 de noviembre de 1993  | Austria    | Viena                      |
| 27 de noviembre de 1993  | Alemania   | Brilon                     |
| 28 de noviembre de 1993  | Alemania   | Leipzig                    |
| 30 de noviembre de 1993  | Alemania   | Offenbach                  |
| 1 de diciembre de 1993   | Alemania   | Mannheim                   |
| 2 de diciembre de 1993   | Alemania   | Ulm                        |
| 4 de diciembre de 1993   | Alemania   | Augsburgo                  |
| 5 de diciembre de 1993   | Alemania   | Alsfeld                    |
| 6 de diciembre de 1993   | Luxemburgo | Petange                    |
| 8 de diciembre de 1993   | Suiza      | Sursee                     |
| 9 de diciembre de 1993   | Francia    | París                      |
| 10 de diciembre de 1993  | Suiza      | Zúrich                     |
| 11 de diciembre de 1993  | Suiza      | Berna                      |
| 13 de diciembre de 1993  | Alemania   | Kassel                     |
| 14 de diciembre de 1993  | Alemania   | Erlangen                   |
| 16 de diciembre de 1993  | Alemania   | Múnich                     |
| 17 de diciembre de 1993  | Suiza      | Ginebra                    |
| 20 de diciembre de 1993  | Alemania   | Oberhausen                 |
| 21 de diciembre de 1993  | Alemania   | Bielefeld                  |
| 23 de diciembre de 1993  | España     | Barcelona                  |
| 27 de diciembre de 1993  | España     | Valencia                   |
| 28 de diciembre de 1993  | España     | Madrid                     |
| 29 de diciembre de 1993  | España     | Oviedo                     |
| 30 de diciembre de 1993  | España     | Vigo                       |
| 5 de enero de 1994       | España     | Zaragoza                   |

## Segunda Etapa: México, Argentina y Chile
| Fecha               | País      | Ciudad            |
| 8 de abril de 1994  | México    | León              |
| 16 de abril de 1994 | México    | Guadalajara       |
| 17 de abril de 1994 | México    | Puebla            |
| 22 de abril de 1994 | México    | Mexicali          |
| 23 de abril de 1994 | México    | Tijuana           |
| 29 de abril de 1994 | México    | Monterrey         |
| 30 de abril de 1994 | México    | Reynosa           |
| 1 de mayo de 1994   | México    | Ciudad Juárez     |
| 5 de mayo de 1994   | México    | México, D. F.     |
| 6 de mayo de 1994   | México    | México, D. F.     |
| 7 de mayo de 1994   | México    | México, D. F.     |
| 12 de mayo de 1994  | México    | México, D. F.     |
| 13 de mayo de 1994  | México    | México, D. F.     |
| 14 de mayo de 1994  | México    | México, D. F.     |
| 15 de mayo de 1994  | México    | Tampico           |
| 19 de mayo de 1994  | México    | México, D. F.     |
| 20 de mayo de 1994  | México    | Veracruz          |
| 21 de mayo de 1994  | México    | México, D. F.     |
| 22 de mayo de 1994  | México    | Tuxtla Gutiérrez  |
| 24 de mayo de 1994  | México    | Acapulco          |
| 2 de junio de 1994  | Chile     | Santiago de Chile |
| 7 de junio de 1994  | Argentina | Córdoba           |
| 9 de junio de 1994  | Argentina | Buenos Aires      |
| 10 de junio de 1994 | Argentina | Buenos Aires      |
| 11 de junio de 1994 | Argentina | Rosario           |
| 12 de junio de 1994 | Argentina | Buenos Aires      |

## Tercera Etapa: Europa (Festivales)
| Fecha               | País      | Ciudad    |
| 29 de junio de 1994 | Alemania  | Leipzig   |
| 1 de julio de 1994  | Alemania  | Bremen    |
| 2 de julio de 1994  | Alemania  | Colonia   |
| 3 de julio de 1994  | Alemania  | Stuttgart |
| 10 de julio de 1994 | Finlandia | Turku     |
| 16 de julio de 1994 | Finlandia | Kerhsatz  |